# Edwin August
Edwin August (20 de noviembre de 1883-4 de marzo de 1964) fue un actor, director y guionista cinematográfico de nacionalidad estadounidense, activo en la época del cine mudo. 

## Biografía
Su nombre completo era Edwin August Phillip von der Butz, y nació en San Luis, Misuri. Actuó en un total de 152 filmes entre 1909 y 1947, y dirigió 52 desde 1912 a 1919. Su hermano fue el también actor Hal August (1890-1918). Ambos coincidieron en algunas películas, entre ellas The Romance of an Actor (1914).
En 1914 August fue uno de los fundadores de Eaco Films.
Edwin August falleció en Hollywood, California, en 1964. Fue enterrado en el Cementerio Valhalla Memorial Park de Los Ángeles.

## Filmografía

### Director
| - Toys of Destiny (1912) - The Tramp Reporter (1913) - The Rugged Coast (1913) - Their Mutual Friend 1913 - His Ideal of Power (1913) - Two Sides to the Story (1913) - The Law of Compensation (1913) - The Curse (1913) - The Calling of Louis Mona (1913) - Bachelor Bill's Birthday Present (1913) - The Violet Bride (1913) - His Weakness Conquered (1913) - Fate and Three (1913) - The Sea Urchin (1913) - The Folly of It All (1913) - The Reincarnation of a Soul (1913) - In the Cycle of Life (1913) - The Blood Red Tape of Charity (1913) - The Trap (1913) - The Pilgrim - Messenger of Love (1913) - Through Barriers of Fire (1913) - A Man in the World of Men (1913) - The Lesson the Children Taught (1913) - A Stolen Identity (1913) - A Seaside Samaritan (1913) - His Own Blood (1913) - What Happened to Freckles (1913) | - The Unhappy Pair (1913) - An Evil of the Slums (1914) - Them Ol' Letters (1914) - Trust Begets Trust (1914) - A Coincidental Bridegroom (1914) - Into the Lion's Pit (1914) - Withered Hands (1914) - My Mother's Irish Shawls (1914) - Hand That Rules the World (1914) - The Faith of Two (1914) - Hands Invisible (1914) - The Romance of an Actor (1914) - Pitfalls (1914) - The Taint of an Alien (1914) - The Two Gun Man (1914) - The Hoosier Schoolmaster (1914) - A Double Haul - The Bomb Throwers (1915) - Evidence (1915) - Bondwomen (1915) - The Yellow Passport (1916) - The Social Highwayman (1916) - The Perils of Divorce (1916) - The Summer Girl (1916) - The Missing Wallet (1917) - The Poison Pen (1919) |

### Guionista
| - The Manicure Lady, de Mack Sennett (1911) - Bearded Youth, de Henry Lehrman, Mack Sennett (1911) - The Baron, de Mack Sennett (1911) - In a Roman Garden, de Donald MacDonald (1913) - The Spell, de Rollin S. Sturgeon (1913) - The Blood Red Tape of Charity, de Edwin August (1913) | - A Stolen Identity, de Edwin August (1913) - Evidence, de Edwin August (1915) - Bondwomen, de Edwin August (1915) - The Yellow Passport, de Edwin August (1916) - The Poison Pen, de Edwin August (1919) |

### Actor

#### 1909
| - The Welcome Burglar, de D.W. Griffith 1909 - The Lure of the Gown, de D.W. Griffith (1909) - The Son's Return, de D.W. Griffith (1909) | - The Cardinal's Conspiracy, de D.W. Griffith (1909) - The Renunciation, de D.W. Griffith (1909) - Getting Even, de D.W. Griffith (1909) |

#### 1910
| - A Child's Impulse, de D.W. Griffith (1910) - The Little Fiddler (1910) - The Stars and Stripes, de J. Searle Dawley (1910) - With Bridges Burned (1910) - The House with Closed Shutters, de D.W. Griffith (1910) - Love and the Law, de Edwin S. Porter (1910) - Muggsy Becomes a Hero, de Frank Powell (1910) - The Big Scoop, de Frank McGlynn Sr. (1910) - The Song That Reached His Heart, de J. Searle Dawley (1910) - The Message of the Violin, de D.W. Griffith (1910) | - Waiter No. 5, de D.W. Griffith (1910) - The Fugitive, de D.W. Griffith (1910) - Simple Charity, de D.W. Griffith (1910) - Into the Jaws of Death (1910) - A Child's Stratagem, de D.W. Griffith (1910) - Happy Jack, a Hero, de Frank Powell (1910) - The Golden Supper, de David Wark Griffith (1910) - White Roses, de Frank Powell y D.W. Griffith (1910) - Winning Back His Love, de D.W. Griffith (1910) |

#### 1911
| - Fate's Turning, de D.W. Griffith (1911) - A Wreath of Orange Blossoms, de D.W. Griffith (1911) - His Daughter, de D.W. Griffith (1911) - Conscience, de D.W. Griffith (1911) - Madame Rex, de D.W. Griffith (1911) - The Smile of a Child, de D.W. Griffith (1911) - A Country Cupid, de D.W. Griffith (1911) - Out from the Shadow, de D.W. Griffith (1911) - The Ruling Passion, de D.W. Griffith (1911) - The Rose of Kentucky, de D.W. Griffith (1911) - The Stuff Heroes Are Made Of, de D.W. Griffith (1911) | - The Squaw's Love, de D.W. Griffith (1911) - The Revenue Man and the Girl, de D.W. Griffith (1911) - Her Awakening, de D.W. Griffith (1911) - The Making of a Man, de D.W. Griffith (1911) - Italian Blood, de D.W. Griffith (1911) - The Long Road, de D.W. Griffith (1911) - The Battle, de D.W. Griffith (1911) - The Trail of Books, de D.W. Griffith (1911) - Through Darkened Vales, de D.W. Griffith (1911) - The Failure, de D.W. Griffith (1911) - The Voice of the Child, de D.W. Griffith (1911) |

#### 1912
| - A Tale of the Wilderness, de D. W. Griffith (1912) - The Eternal Mother - The Old Bookkeeper | - A Blot on the 'Scutcheon, de D.W. Griffith (1912) - Under Burning Skies - A Mother's Strategy |

#### 1913
- Wheels of Fate

#### 1914
- The Great Secret (1914)